# العلاقات الباهاماسية السيشلية
العلاقات الباهاماسية السيشلية هي العلاقات الثنائية التي تجمع بين باهاماس وسيشل.

## مقارنة بين البلدين
هذه مقارنة عامة ومرجعية للدولتين:
| وجه المقارنة                                              | باهاماس      | سيشل                                                |
| --------------------------------------------------------- | ------------ | --------------------------------------------------- |
| المساحة (كم2)                                             | 13.88 ألف    | 459                                                 |
| عدد السكان (نسمة)                                         | 395.36 ألف   | 95.84 ألف                                           |
| الكثافة السكانية (ن./كم²)                                 | 28.48        | 20.88 ألف                                           |
| العاصمة                                                   | ناساو        | فيكتوريا                                            |
| اللغة الرسمية                                             | لغة إنجليزية | لغة فرنسية، لغة إنجليزية، اللغة الكريولية السيشيلية |
| العملة                                                    | دولار بهامي  | روبية سيشلية                                        |
| الناتج المحلي الإجمالي (بليون دولار)                      | 12.16 مليار  | 1.49 مليار                                          |
| الناتج المحلي الإجمالي (تعادل القوة الشرائية) بليون دولار | 8.92 مليار   | 2.54 مليار                                          |
| الناتج المحلي الإجمالي الاسمي للفرد دولار أمريكي          | 22.82 ألف    | 15.48 ألف                                           |
| الناتج المحلي الإجمالي للفرد دولار أمريكي                 |              | 26.42 ألف                                           |
| مؤشر التنمية البشرية                                      | 0.790        | 0.772                                               |
| رمز المكالمات الدولي                                      | +1242        | +248                                                |
| رمز الإنترنت                                              | .bs          | .sc                                                 |
| المنطقة الزمنية                                           | 00           | ت ع م+04:00                                         |

## منظمات دولية مشتركة
يشترك البلدان في عضوية مجموعة من المنظمات الدولية، منها:
| علم المنظمة | اسم المنظمة                                 | تاريخ انضمام باهاماس | تاريخ انضمام سيشل |
| ----------- | ------------------------------------------- | -------------------- | ----------------- |
|             | يونسكو                                      | 23 أبريل 1981        | 18 أكتوبر 1976    |
|             | وكالة ضمان الاستثمار متعدد الأطراف          | 4 أكتوبر 1994        | 15 سبتمبر 1992    |
|             | الأمم المتحدة                               | 18 سبتمبر 1973       | 21 سبتمبر 1976    |
|             | مجموعة دول أفريقيا والكاريبي والمحيط الهادئ | ?                    | ?                 |
|             | دول الكومنولث                               | ?                    | 1976              |
|             | الفريق المعني برصد الأرض                    | ?                    | ?                 |
|             | الاتحاد البريدي العالمي                     | ?                    | ?                 |
|             | البنك الدولي للإنشاء والتعمير               | 21 أغسطس 1973        | 29 سبتمبر 1980    |
|             | الاتحاد الدولي للاتصالات                    | 19 أغسطس 1974        | 17 سبتمبر 1999    |
|             | منظمة حظر الأسلحة الكيميائية                | ?                    | 29 أبريل 1997     |
|             | مؤسسة التمويل الدولية                       | 8 ديسمبر 1986        | 11 يونيو 1981     |
|             | المركز الدولي لتسوية المنازعات الاستشارية   | 18 نوفمبر 1995       | 19 أبريل 1978     |
|             | تحالف الدول الجزرية الصغيرة                 | ?                    | ?                 |
|             | منظمة الشرطة الجنائية الدولية               | ?                    | 1 سبتمبر 1977     |

## وصلات خارجية
- موقع وزارة الخارجية السيشلية